# Agabus zimmermanni
Agabus zimmermanni är en skalbaggsart som beskrevs av Scholz 1920. Agabus zimmermanni ingår i släktet Agabus och familjen dykare. Inga underarter finns listade i Catalogue of Life.